# Operação Lam Son 719

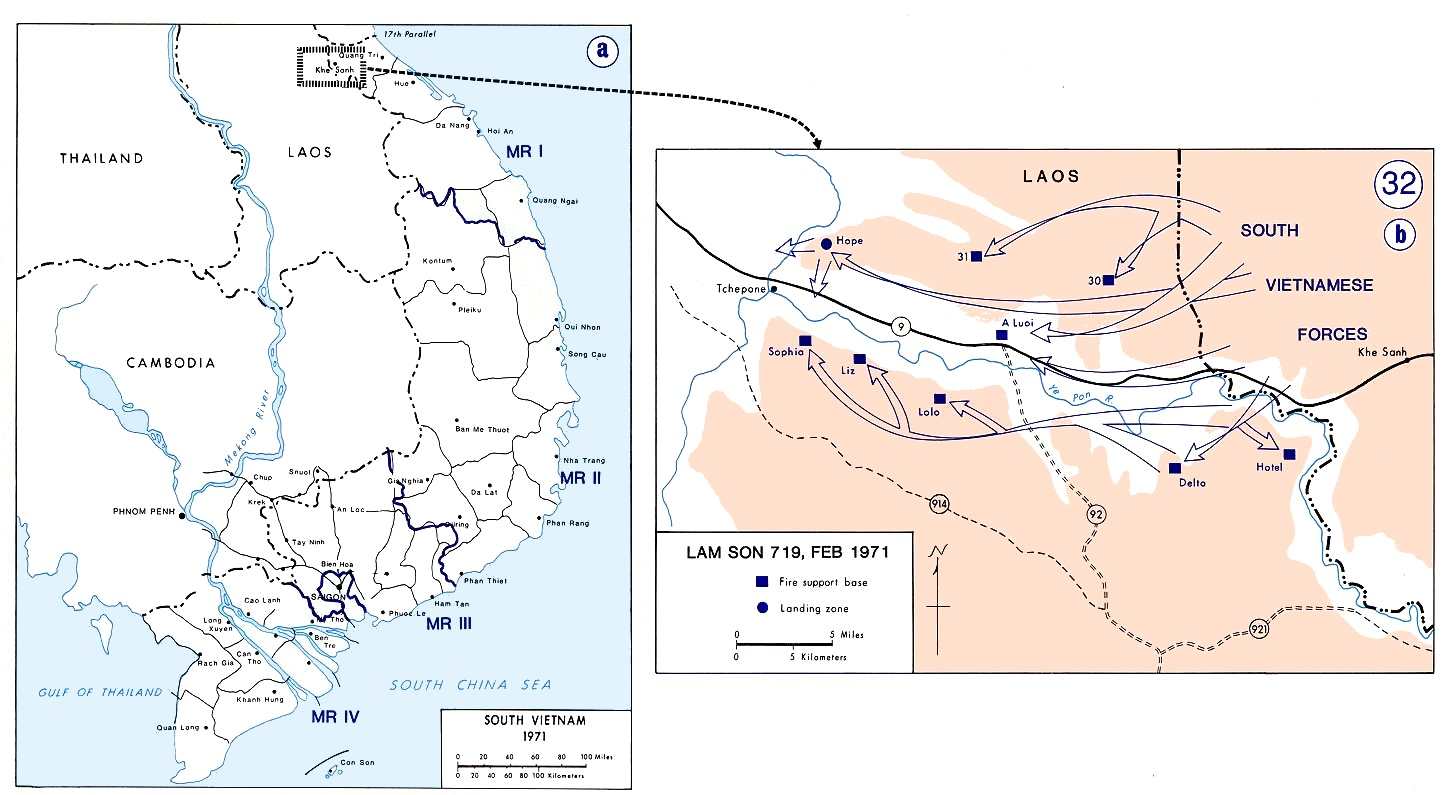
Bases de apoio de fogo e movimento de forças

Operação Lam Son 719 ou Campanha da 9ª Rota – Sul do Laos (em vietnamita: Chiến dịch Lam Sơn 719 or Chiến dịch đường 9 – Nam Lào) foi uma ofensiva de objetivos limitados, uma campanha conduzida na porção sudeste do Reino do Laos. A campanha foi executada pelas forças armadas do Vietnã do Sul entre 8 de fevereiro e 25 de março de 1971, durante a Guerra do Vietnã. Os Estados Unidos forneceram suporte logístico, aéreo e de artilharia para a operação, mas suas forças terrestres estavam proibidas por lei de entrar em território laosiano. O objetivo da campanha era interromper uma possível ofensiva futura pelo Exército Popular do Vietnã (PAVN), cujo sistema logístico no Laos era conhecido como Trilha Ho Chi Minh (a Estrada Truong Son para o Vietnã do Norte).
Ao lançar um ataque preventivo contra o sistema logístico estabelecido pelo PAVN, os comandos americano e sul-vietnamita esperavam resolver diversos problemas urgentes. Uma vitória rápida no Laos elevaria o moral e a confiança do Exército da República do Vietnã (ARVN), que já estavam em alta após o sucesso da Campanha Cambojana de 1970. Também serviria como prova de que as forças sul-vietnamitas poderiam defender sua nação diante da contínua retirada de forças de combate terrestres dos EUA do teatro de operações. Dessa forma, a operação seria um teste para essa política e para a capacidade do ARVN de operar efetivamente por conta própria.
No entanto, em razão da inteligência e dos preparativos prévios do PAVN e do Viet Cong (VC), da relutância das lideranças políticas e militares dos EUA e do Vietnã do Sul em aceitar as realidades no campo de batalha, além da má execução, a Operação Lam Son 719 desmoronou diante da resistência determinada de um inimigo hábil. A campanha demonstrou deficiências contínuas na liderança militar do ARVN e mostrou que mesmo as melhores unidades sul-vietnamitas poderiam ser derrotadas pelo PAVN, destruindo a confiança construída ao longo dos três anos anteriores.

## Antecedentes
Entre 1959 e 1970, a Trilha Ho Chi Minh tornou-se a artéria logística fundamental para o PAVN/VC em seus esforços para derrubar o governo do Vietnã do Sul, apoiado pelos EUA, e criar uma nação unificada. Partindo do canto sudoeste do Vietnã do Norte, passando pelo sudeste do Laos e entrando nas regiões ocidentais do Vietnã do Sul, o sistema de trilhas era alvo de constantes esforços de interdição aérea dos EUA, iniciados em 1966. Operações terrestres de pequena escala e secretas em apoio às campanhas aéreas haviam sido conduzidas no Laos para deter o fluxo de homens e suprimentos pela trilha.
Desde 1966, mais de 630 000 homens, 100 000 toneladas de suprimentos alimentares, 400 000 armas e 50 000 toneladas de munição percorreram o emaranhado de estradas de cascalho e terra, trilhas e sistemas de transporte fluvial que se cruzavam no sudeste do Laos. A trilha também se conectava a um sistema logístico similar na vizinha Camboja conhecido como Trilha Sihanouk. Entretanto, após o golpe de Estado contra o príncipe Norodom Sihanouk em 1970, o governo pró-americano de Lon Nol negou o uso do porto de Sihanoukville aos cargueiros comunistas. Estrategicamente, isso foi um golpe enorme para o esforço norte-vietnamita, pois 70% de todos os suprimentos militares para as frentes mais ao sul passavam por aquele porto. Outro revés para o sistema logístico no Camboja ocorreu na primavera e verão de 1970, quando forças dos EUA e do ARVN cruzaram a fronteira e atacaram as áreas-base do PAVN/VC durante a Campanha do Camboja.
Com a destruição parcial do sistema logístico norte-vietnamita no Camboja, o comando dos EUA em Saigon considerou que aquele era um momento oportuno para uma operação semelhante no Laos. Se tal operação fosse realizada, acreditava-se que deveria ser em breve, enquanto ativos militares dos EUA ainda estavam disponíveis no Vietnã do Sul. Isso criaria escassez de suprimentos para as forças do PAVN/VC 12 a 18 meses depois, quando as últimas tropas dos EUA estivessem deixando o Vietnã do Sul, e daria aos EUA e ao aliado sul-vietnamita uma pausa em um possível ataque do PAVN/VC nas províncias do norte por pelo menos um ano, possivelmente até dois.
Havia sinais crescentes de intensa atividade logística no sudeste do Laos, o que indicava um ataque iminente do PAVN. Ofensivas do PAVN geralmente aconteciam ao final da estação seca laosiana (de outubro a março) e, para as forças logísticas do PAVN, o empurrão para mover suprimentos ocorria no auge dessa estação. Um relatório de inteligência dos EUA estimou que 90% do material seguindo pela Trilha Ho Chi Minh estava direcionado às três províncias mais ao norte do Vietnã do Sul, indicando estocagem avançada em preparação para ações ofensivas. Esse acúmulo alarmou tanto Washington quanto o comando americano, levando à necessidade percebida de um ataque de antecipação para atrapalhar os planos futuros do Norte.

### Planejamento

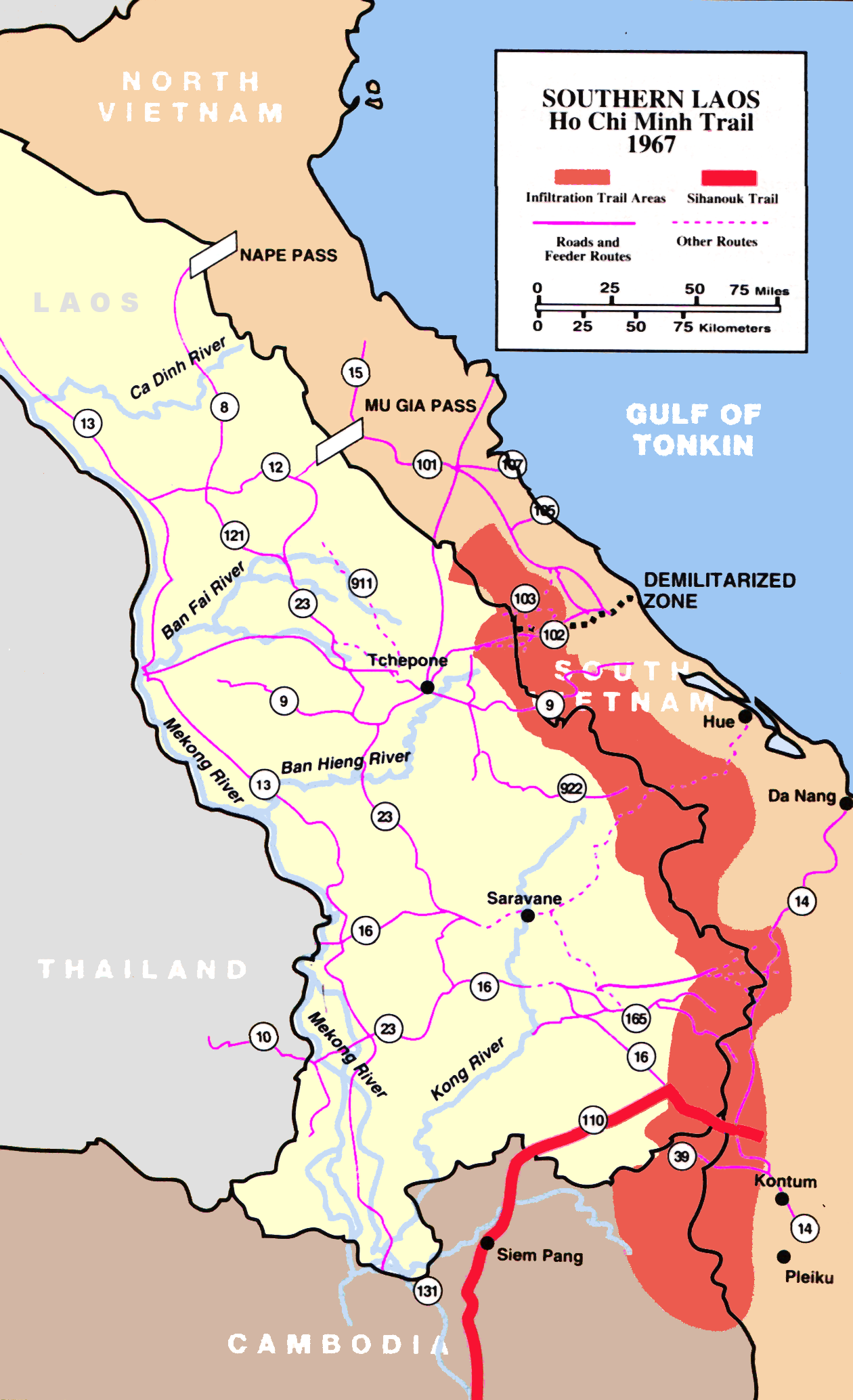
Mapa mostrando a Trilha Ho Chi Minh

Em 8 de dezembro de 1970, em resposta a um pedido do Joint Chiefs of Staff, ocorreu uma reunião altamente secreta no quartel-general do Military Assistance Command, Vietnam (MACV), em Saigon, para discutir a possibilidade de um ataque transfronteiriço do ARVN ao sudeste do Laos. Segundo o general Creighton W. Abrams, comandante americano no Vietnã do Sul, a principal motivação para a ofensiva partiu do coronel Alexander M. Haig, assistente do Conselheiro de Segurança Nacional, Dr. Henry Kissinger.:317 O MACV estava preocupado com as informações de um acúmulo logístico do PAVN no sudeste do Laos, mas hesitava em permitir que o ARVN agisse sozinho contra os norte-vietnamitas.:230–1 As conclusões do grupo foram enviadas ao Joint Chiefs em Washington, D.C.. Em meados de dezembro, o presidente Richard M. Nixon também demonstrou interesse em possíveis ações ofensivas no Laos e começou a convencer tanto Abrams quanto os membros de seu gabinete sobre a eficácia de um ataque transfronteiriço.:66
Abrams sentiu que havia pressão excessiva de Nixon, vinda sobretudo de Haig, mas este afirmaria mais tarde que os militares estavam reticentes quanto a tal operação e que "pressionados incansavelmente por Nixon e Kissinger, o Pentágono acabou concebendo um plano" para a investida no Laos. Outros possíveis benefícios dessa operação também foram discutidos. O almirante John S. McCain Jr (CINCPAC) se comunicou com o almirante Thomas Moorer, presidente do Joint Chiefs, sugerindo que um ataque contra a Trilha Ho Chi Minh poderia obrigar o príncipe Souvanna Phouma, primeiro-ministro do Laos, "a abandonar o disfarce de neutralidade e entrar abertamente na guerra". Embora o país fosse tecnicamente neutro, o governo do Laos permitia que a CIA e a Força Aérea dos EUA conduzissem uma guerra secreta contra uma insurgência guerrilheira local (o Pathet Lao), que, por sua vez, recebia forte apoio de forças norte-vietnamitas.
Em 7 de janeiro de 1971, o MACV foi autorizado a iniciar planos detalhados para atacar as Áreas-Base 604 e 611 do PAVN. A tarefa foi dada ao comandante do XXIV Corpo do Exército dos EUA, tenente-general James W. Sutherland, que teve apenas nove dias para submeter o plano ao MACV para aprovação. A operação teria quatro fases. Na primeira, forças americanas em território sul-vietnamita garantiriam o controle das abordagens fronteiriças e conduziriam ações diversionárias. Em seguida, uma investida blindada/infantaria do ARVN seguiria pela Rota 9 em direção à cidade laosiana de Tchepone, ponto considerado central na Área-Base 604. A vila, com cerca de 1.500 habitantes em 1960, tinha metade dessa população em 1965 devido à guerra, e a Operação Lam Son 719 a devastou, deixando-a deserta. Esse avanço seria protegido por uma série de assaltos aéreos de infantaria em saltos sucessivos para cobrir os flancos norte e sul da coluna principal. Na terceira fase, ocorreriam operações de busca e destruição na Área-Base 604 e, por fim, as forças do Vietnã do Sul retornariam pela Rota 9 ou atravessariam a Área-Base 611 para sair pelo Vale de A Shau.:304 Esperava-se manter as forças no Laos até o início do período chuvoso no começo de maio. Anteriormente, planejadores dos EUA haviam estimado que tal operação exigiria o envolvimento de quatro divisões americanas (60 000 homens), enquanto Saigon se dispôs a empregar menos da metade desse contingente.
Por causa da conhecida falta de rigor do Exército do Vietnã do Sul em manter sigilo e da possibilidade de agentes do VC descobrirem planos operacionais, a fase de planejamento durou apenas algumas semanas e foi dividida entre os comandos americano e vietnamita.:322–4 Nos níveis inferiores, restringiu-se aos estados-maiores de inteligência e operações do I Corpo do ARVN, sob o tenente-general Hoàng Xuân Lãm, que comandaria a operação, e do XXIV Corpo americano, liderado por Sutherland. Quando Lãm finalmente foi informado pelo MACV e pelo Joint General Staff do Vietnã do Sul em Saigon, seu chefe de operações ficou proibido de comparecer à reunião, apesar de ter ajudado a redigir o plano em discussão. Nesse encontro, a área operacional de Lãm foi limitada a um corredor de apenas 15 milhas (24 km) em cada lado da Rota 9 e uma penetração não além de Tchepone.
O comando, controle e coordenação da operação seriam problemáticos, especialmente na estrutura fortemente politizada das Forças Armadas do Vietnã do Sul, em que o apoio de figuras políticas de destaque era essencial para promoções e permanência no cargo.:57–8:630 O tenente-general Lê Nguyên Khang, comandante do Corpo de Fuzileiros Navais e protegido do vice-presidente Nguyễn Cao Kỳ, também participaria da operação, mas tinha patente superior à de Lãm, que, por sua vez, contava com o apoio do presidente Nguyễn Văn Thiệu. O mesmo ocorria com o tenente-general Dư Quốc Đống, comandante da Divisão Aerotransportada e também envolvido na operação. Após o início da incursão, ambos permaneceram em Saigon e delegaram o comando a oficiais de patente inferior, em vez de receber ordens de Lãm. Isso não prenunciava bons resultados.
As unidades não souberam de sua participação até 17 de janeiro. A Divisão Aerotransportada que lideraria a operação só recebeu planos detalhados em 2 de fevereiro, menos de uma semana antes do início.:70 Isso foi crucial, pois muitas dessas unidades, em especial a Aerotransportada e os Fuzileiros, geralmente operavam como batalhões ou brigadas independentes, sem experiência de ação conjunta ou coordenação tática mútua. De acordo com o comandante-adjunto da 101ª Divisão Aerotransportada dos EUA, "o planejamento foi apressado, prejudicado por restrições de segurança e conduzido separadamente e de forma isolada, tanto pelos vietnamitas quanto pelos americanos".:72
A parte americana da operação seria chamada de Dewey Canyon II, em referência à Operação Dewey Canyon realizada pelos Fuzileiros Navais dos EUA no noroeste do Vietnã do Sul em 1969. Esperava-se confundir Hanói quanto ao verdadeiro alvo da incursão. Já a parte do ARVN receberia o nome Lam Son 719, referência à vila de Lam Son, terra natal do lendário patriota vietnamita Lê Lợi, que derrotou um exército invasor chinês em 1427. A designação numérica derivava do ano (1971) e do eixo principal do ataque, a Rota 9.
As decisões já haviam sido tomadas nos mais altos escalões e o planejamento fora concluído, mas se perdera um tempo valioso. O Vietnã do Sul estava prestes a iniciar a maior, mais complexa e mais importante operação de toda a guerra, com pouco tempo para preparar-se adequadamente e sem questionar seriamente as capacidades reais do ARVN.:66 Em 29 de janeiro, Nixon deu sua aprovação final para a operação. No dia seguinte, a Operação Dewey Canyon II começou.

## Operações

### Dewey Canyon II
Qualquer planejamento ofensivo dos EUA era limitado pela aprovação, em 29 de dezembro de 1970, da Emenda Cooper-Church, que proibia tropas e conselheiros americanos de entrarem no Laos. Portanto, Dewey Canyon II ocorreria apenas no território do Vietnã do Sul, para reabrir a Rota 9 até a antiga Base de Combate de Khe Sanh, abandonada pelas forças dos EUA em 1968. A base seria reativada e serviria como centro logístico e campo de pouso aéreo para a incursão do ARVN. Engenheiros de combate americanos teriam a tarefa de limpar a Rota 9 e reabilitar Khe Sanh, enquanto unidades de infantaria e mecanizadas garantiriam a linha de comunicações ao longo de toda a estrada. Unidades de artilharia dos EUA apoiariam o ARVN no Laos a partir do lado sul-vietnamita da fronteira, enquanto logísticos do Exército coordenariam todo o esforço de suprimento para as forças sul-vietnamitas. O apoio aéreo viria da Força Aérea dos Estados Unidos, Marinha e Corpo de Fuzileiros Navais dos Estados Unidos, e unidades de aviação do Exército americano forneceriam todo o suporte de helicópteros para o ARVN.

## Consequências
A operação tinha como objetivo interromper a Área-Base 604, próxima a Tchepone, e a Área-Base 611, perto de Muong Nong, mas apenas a parte norte da Área-Base 611 foi tocada antes da retirada prematura. Para salvar as aparências, o ARVN planejou uma série de incursões na Área-Base 611. Em 31 de março, B-52 e ataques aéreos táticos foram realizados na “Saliente do Laos” e, às 11h30, a companhia de Reconhecimento Hac Bao do ARVN, apoiada pelo 2º Esquadrão, 17ª Cavalaria Aérea, foi lançada na área, encontrando 85 corpos do PAVN e 18 armas destruídas. Quando as forças norte-vietnamitas deslocaram canhões antiaéreos, a Hac Bao foi retirada em 2 de abril.
Em um discurso televisionado em 7 de abril, Nixon declarou: "Esta noite posso informar que a Vietnaminização foi bem-sucedida." e anunciou a retirada de mais 100 000 soldados do Vietnã do Sul entre maio e novembro de 1971.:484:630 Em Đông Hà, Vietnã do Sul, Thiệu discursou aos sobreviventes da incursão e a classificou como "a maior vitória de todas." Apesar de Lam Son 719 ter retardado por um tempo as operações logísticas norte-vietnamitas no sudeste do Laos, o tráfego de caminhões pela trilha aumentou imediatamente após o término da operação. Os avistamentos de caminhões na área da Rota 9 chegaram a 2 500 por mês no período posterior à ofensiva, números que normalmente só se viam nos períodos de pico.:361 O comando americano reconheceu que a ofensiva expôs graves deficiências em termos de "planejamento, organização, liderança, motivação e habilidade operacional" do ARVN.:337 De modo geral, grande parte das forças armadas ainda considerava que a incursão prejudicara o Norte, que o ARVN lutara com bravura e que o fracasso de Thiệu em reforçar o ataque com outra divisão fora determinante.:488 Thiệu foi reeleito sem oposição em 2 de outubro de 1971.
Um dos especialistas da equipe de Kissinger, o comandante Jonathan Howe, realizou um exame detalhado de todas as mensagens, ligações telefônicas e memorandos entre a Casa Branca e as diversas agências responsáveis pela operação. Ele concluiu que as garantias que Nixon recebeu de todas as partes, incluindo Abrams, raramente correspondiam aos fatos no campo de batalha. Segundo Howe, do ponto de vista da Casa Branca, os sul-vietnamitas não deram aos conselheiros americanos uma visão real do que ocorria. Enquanto isso, Abrams "demorou para relatar, para tomar a iniciativa de corrigir a situação e para reconhecer a importância de manter Washington informado sobre os acontecimentos." Isso fez com que porta-vozes do governo repetidas vezes sustentassem posições contrárias ao que acontecia nas frentes de combate. Kissinger tratou do assunto com o presidente. Segundo o chefe de gabinete H. R. Haldeman, ambos concluíram que foram induzidos ao erro por Abrams na avaliação original da operação e que deveriam ter seguido o conselho de Westmoreland de fechar a Trilha Ho Chi Minh ao sul, em vez de avançar rumo a Tchepone. A cidade era "um objetivo visível," mas tentar conquistá-la terminou como "basicamente um desastre." Nixon e Kissinger decidiram, segundo Haldeman, "que deviam tirar Abrams do comando, mas então o presidente pontuou que, de qualquer forma, esse era o fim das operações militares, então que diferença faria".:489–90 Decepcionado com o desempenho de Abrams durante a operação, Nixon acabaria por substituí-lo em maio de 1972, no contexto da Ofensiva da Páscoa.:568
Para os norte-vietnamitas, a "Vitória da Rota 9 – Sul do Laos" foi considerada completa. O PAVN alegou ter eliminado 20 000 inimigos, destruído 1 100 veículos (incluindo 528 tanques e blindados) e mais de 100 peças de artilharia, abatido 505 helicópteros e capturado mais de 1 000 prisioneiros, 3 000 armas, seis tanques e blindados e grandes quantidades de rádios, munição e outros equipamentos.:277 A expansão militar da Trilha Ho Chi Minh para o oeste, que começou em 1970 às custas das forças do Laos, foi rapidamente acelerada. As tropas laosianas recuaram em direção ao Mekong e um corredor logístico de 60 milhas (97 km) de largura cresceu para 90 milhas (140 km). Outro resultado da operação foi a decisão do Politburo de lançar uma grande invasão convencional ao Vietnã do Sul no início de 1972, a chamada Ofensiva da Páscoa.:699
Durante Lam Son 719, os planejadores americanos acreditaram que qualquer força norte-vietnamita que se opusesse à incursão seria pega em campo aberto e dizimada pela capacidade aérea dos EUA, seja em ataques aéreos táticos, seja pela mobilidade aérea que permitiria ao ARVN movimentos superiores no campo de batalha. No fim, o poder de fogo foi decisivo, mas "se voltou a favor do inimigo... O poder aéreo teve um papel importante, mas não decisivo, evitando que a derrota se tornasse um desastre completo, tão grande que pudesse encorajar o exército norte-vietnamita a seguir direto para a província de Quang Tri.":200–1
O número de helicópteros destruídos ou danificados chocou os defensores da aviação do Exército dos EUA e provocou a reavaliação de doutrinas básicas de mobilidade aérea. Somente a 101ª Divisão Aerotransportada perdeu 84 aeronaves e outras 430 foram danificadas. Ao longo da operação, helicópteros americanos voaram mais de 160 000 surtidas, com 19 aviadores mortos, 59 feridos e 11 desaparecidos. Helicópteros sul-vietnamitas realizaram outras 5.500 surtidas. A Força Aérea dos EUA executou mais de 8 000 ataques táticos e despejou 20 000 toneladas de bombas e napalm. Bombardeiros B-52 realizaram 1.358 surtidas adicionais, jogando 32 000 toneladas de munição. Sete aeronaves de asa fixa dos EUA foram abatidas no sul do Laos: seis da Força Aérea (dois mortos/dois desaparecidos) e uma da Marinha (um aviador morto).
No total, o Exército dos EUA perdeu 108 helicópteros (10 OH-6A, 6 OH-58, 53 UH-1H, 26 AH-1G, 3 CH-47 e 2 CH-53) e outros 618 foram danificados (25 OH-6A, 15 OH-58, 316 UH-1H, 158 AH-1G, 26 CH-47, 13 CH-53 e 2 CH-54). Cerca de 20% dos helicópteros danificados tiveram danos tão graves que não se esperava que voassem novamente. Esse número não inclui helicópteros do ARVN.

## Cobertura da mídia
O MACV criou um acampamento de imprensa em Quảng Trị e o ARVN também montou um centro próximo. No entanto, o MACV não pretendia dar aos correspondentes baseados em Saigon a história real dos combates nem permitir que cruzassem a fronteira do Laos. O MACV vetou o embarque de jornalistas em helicópteros militares dos EUA em missões no Laos. Após a morte de correspondentes em um helicóptero do RVNAF em 10 de fevereiro, o RVNAF transportou dois grupos de jornalistas ao Laos em 13 e 16 de fevereiro, enquanto outros dez seguiram por terra ao longo da Rota 9.:430–2 Devido à informação limitada, a imprensa criou suas próprias versões, às vezes imprecisas. Enquanto o governo Nixon queria retratar a operação como um ataque limitado para ganhar tempo na Vietnaminização, muitos repórteres acreditavam no oposto, de que o presidente planejava expandir a guerra.:434 Os oficiais de relações públicas do MACV direcionaram a imprensa para o governo sul-vietnamita, reforçando a impressão de que se tratava de uma ação do Vietnã do Sul, voltada para sua própria defesa.:433–4
No início, muitos veículos de imprensa nos EUA pareciam aceitar a legitimidade das ações no Laos, embora criticassem a forma como o assunto era comunicado ao público e temessem as implicações de longo prazo.:436 Durante as batalhas em Ranger North, as declarações oficiais disseram que 23 Rangers foram mortos contra 639 mortos do PAVN. Entretanto, repórteres que conversaram com sobreviventes, pilotos de helicóptero e oficiais americanos na fronteira concluíram que as forças sul-vietnamitas haviam sofrido uma derrota e divulgaram a notícia.:444 Em 22 de fevereiro, o The New York Times publicou "Saigon's Rangers Driven from an Outpost in Laos", apontando que a situação em Ranger North foi um fracasso, com soldados embarcando à força em helicópteros de resgate.:445–6
Em 20 de fevereiro, o MACV, tentando melhorar as relações com a imprensa, autorizou repórteres a embarcar em aeronaves de asa fixa dos EUA e, em 25 de fevereiro, forneceu um helicóptero dedicado para levá-los ao Laos.:447–8 Ainda assim, por volta de 24 de fevereiro, as reportagens se tornaram mais pessimistas, com detalhes da queda da Base de Fogo 31 levantando dúvidas sobre a capacidade do Vietnã do Sul de conduzir operações desse porte.:456 Em Khe Sanh, repórteres presenciavam números crescentes de helicópteros danificados, retornando carregados de mortos e feridos.:456 Em 18 de março, as três principais redes de TV dos EUA informavam que o ARVN estava recuando do Laos e que pilotos de helicópteros confirmavam os fortes danos sofridos pelas unidades sul-vietnamitas.:473 A Newsweek de 15 de março de 1971 estampou como capa "The Helicopter War", descrevendo as operações aéreas norte-americanas sobre o Laos.
Em 21 de março, numa coletiva em Saigon, Abrams destacou os êxitos do ARVN e negou qualquer catástrofe. Falou em grandes quantidades de suprimentos destruídos, na vantagem de proporção de baixas de 10 para 1 e no colapso de 13 dos 33 batalhões de manobra do PAVN, mas admitiu que os norte-vietnamitas haviam desbaratado o 2º Batalhão Aerotransportado em FSB 30. No mesmo dia, a NBC News exibiu imagens de soldados do ARVN agarrados aos esquis de helicópteros, em vez de aguardarem outras aeronaves.:477 Numa entrevista à ABC News naquela noite, Nixon declarou ser cedo para julgar a operação como sucesso ou fracasso, mas ressaltou o progresso em garantir a continuidade das retiradas americanas. Disse ainda que as imagens de pânico eram seletivas. "O que as filmagens mostraram?" perguntou. "Apenas aqueles homens em quatro batalhões do ARVN... que estavam em apuros. Não mostraram o pessoal nos outros 18 batalhões. Não é proposital, mas porque isso é notícia".:481
A visão da mídia sobre os resultados da operação foi variada: alguns admitiram ser cedo para avaliar totalmente os efeitos, enquanto outros a consideraram uma derrota sul-vietnamita, demonstrando que o Norte ainda estava determinado a continuar lutando.:487–8

### Artigos de jornais
- Emerson, Gloria. "Copters Return from Laos with the Dead." The New York Times, 3 de março de 1971.
- «Showdown in Laos». Time. 15 de março de 1971. Consultado em 5 de abril de 2004. Cópia arquivada em 30 de setembro de 2007
- «Was It Worth It?». Time. 9 de março de 1971. Consultado em 5 de abril de 2004. Cópia arquivada em 30 de setembro de 2007
- «The Invasion Ends». Time. 5 de abril de 1971. Consultado em 5 de abril de 2004. Cópia arquivada em 28 de fevereiro de 2008
- «The Wan Edge of an Abyss». Time. 12 de abril de 1971. Consultado em 5 de abril de 2004. Cópia arquivada em 30 de setembro de 2007